# Долни Кози дол
Долни Кози дол (на сръбски: Доњи Козји Дол или Donji Kozji Dol) е село в община Търговище, Пчински окръг, Сърбия.

## История
В края на XIX век Долни Кози дол е село в Прешевска кааза на Османската империя. Църквата „Свето Преображение Господне“ е от 1858 година. Според статистиката на Васил Кънчов („Македония. Етнография и статистика“) от 1900 година Козидолъ Долно е населявано от 520 жители българи християни. Според патриаршеския митрополит Фирмилиан в 1902 година в Кози дол има 124 сръбски патриаршистки къщи. По данни на секретаря на Българската екзархия Димитър Мишев („La Macédoine et sa Population Chrétienne“) в 1905 година в Горно и Долно Кози дол (Gorno-Dolno-Kozidol) има 920 българи патриаршисти сърбомани и в селото работи сръбско училище с един учител.
В 2002 година в селото живеят 280 сърби, 10 македонци и 1 друг.

## Население
- 1948- 564
- 1953- 564
- 1961- 475
- 1971- 327
- 1981- 264
- 1991- 270
- 2002- 291

## Личности

### Родени в Долни Кози дол
- Алекси Ник. Мицев, редник в 3-ти опълченски полк, 10-а рота загинал 1918 година в Стара Загора.[4]
- Ради Стоянов Стефанов, редник в щурмова дружина, 1-ва рота загинал 1917 година в София.[5]